# Тимковский, Василий Фёдорович
Васи́лий Фёдорович Тимковский (1781—1832) — гражданский губернатор Бессарабской области, писатель, брат Егора, Ивана, Ильи и Романа Тимковских.

## Биография
Первоначальное образование, подобно братьям, получил под руководством монахинь Золотоношского Благовещенского монастыря.
С детства предназначался к поступлению в монашество, но в Киевской духовной академии, где получил высшее образование, увлекся литературой и воспротивился намерению родителей.
На студенческой скамье занимался переводами c иностранных языков и писал стихотворения на духовные и светские темы; несколько из них напечатано в книге «Радостные чувствования муз» (Киев, 1796), выпущенной в честь нового киевского митрополита Иерофея.
По окончании академического курса несколько лет жил, в небольшом родительском имении в Золотоношском уезде. В 1804 году появился в печати его перевод «Путешествия Морица по Англии» Карла Морица (Москва) и два года спустя — «Жизнь графа Миниха» Герарда Галема (Москва, 1806).
В 1810 году поступил на государственную службу — в канцелярию Государственного совета. Там он состоял при председателе департамента государственной экономии H. C. Мордвинове. В начале 1812 года его взял к себе бывший тогда в звании государственного секретаря А. С. Шишков. Был постоянным спутником и сотрудником Шишкова во всех его путешествиях по России и Европе вслед за Александром І.
Позже занимал должности правителя канцелярии при полномочном наместнике Бессарабской области, начальника обоих отделений азиатского департамента министерства иностранных дел, председателя Оренбургской пограничной комиссии. По просьбе главнокомандующего в Грузии Алексея Ермолова был командирован к нему для особых поручений.
В 1826 году назначен губернатором Бессарабской области, каковым и оставался до 1828 года. Умер в 1832 году.

## Литературная деятельность
В бытность чиновником для поручений при бессарабском наместнике, Тимковский собирал материалы для истории этого края и использовал их в труде «История Бессарабии» (написана в 1816—1817), не напечатанном, так как рукопись погибла во время петербургского наводнения.
M. A. Максимович свидетельствует о другой работе Tимковского, историческом исследовании под названием «Князь Курбский», но о судьбе её ничего неизвестно. Во время своих путешествий и поездок он вёл путевые заметки и писал записки о Кавказе; рукописи эти тоже, по-видимому, погибли. Видевший их М. А. Максимович отзывался об авторе так: «Сила пера его нередко уравнивалась с силою его увлекательного изустного слова, в котором я не знал ему равного».

Историк и литературовед Л. А. Шейман писал о нём:

Василия Фёдоровича Тимковского именовали в отличие от его однофамильца «Тимковского-цензора», «Тимковским-Катоном» в честь прославленного Катона Младшего или Утического, любимца Радищева и декабристов.— Аудиенция или допрос. С. 37—38